# Opistognathus muscatensis
Opistognathus muscatensis är en fiskart som beskrevs av Boulenger, 1888. Opistognathus muscatensis ingår i släktet Opistognathus och familjen Opistognathidae. Inga underarter finns listade i Catalogue of Life.